# Schloss Pontchartrain

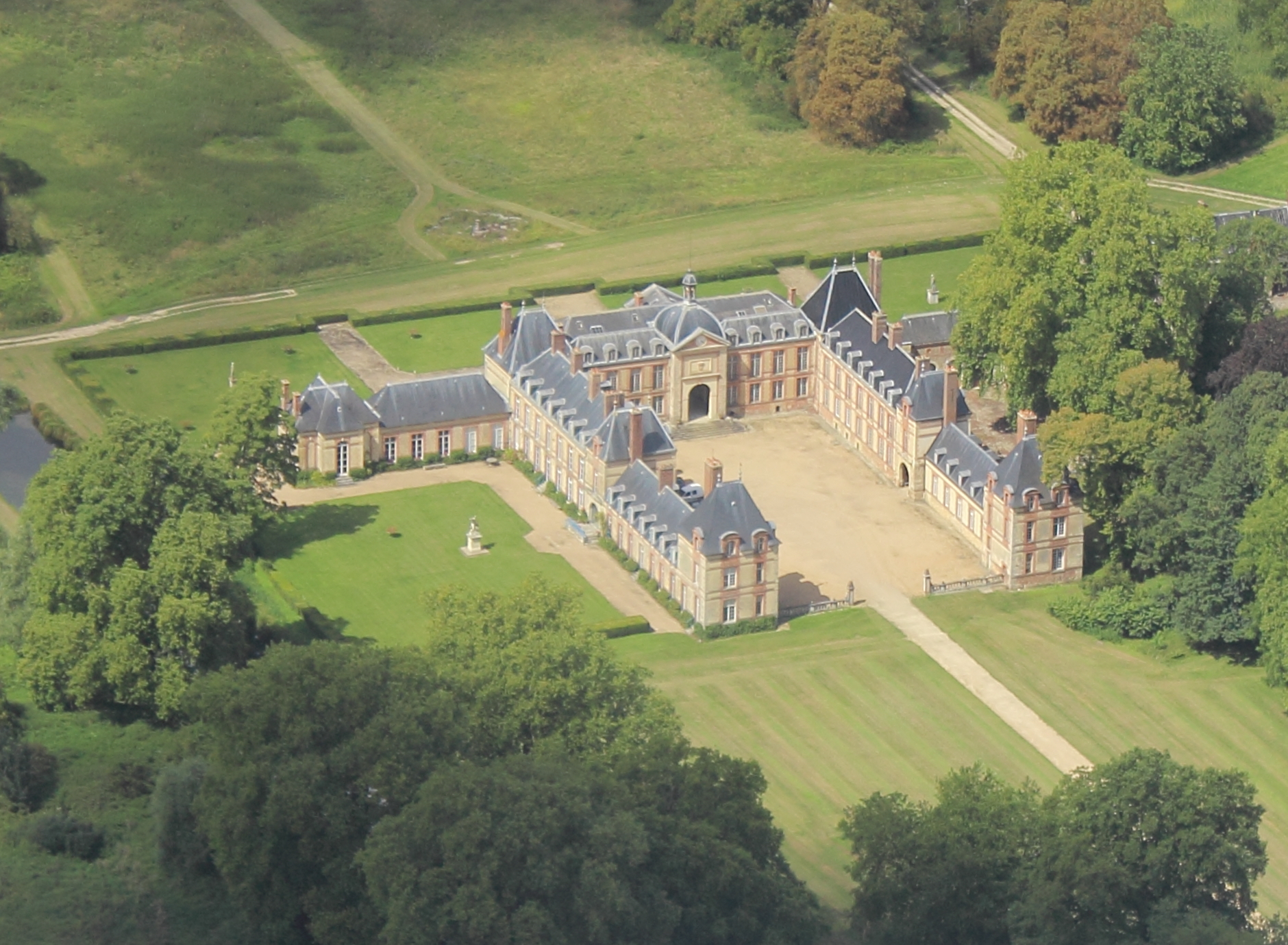
Luftbild des Schlosses Pontchartrain

Das Schloss Pontchartrain liegt hauptsächlich in der Gemeinde Jouars-Pontchartrain im Département Yvelines, im Westen der französischen Region Île-de-France.
Der westliche Teil der Domäne erstreckt sich jenseits des dekorativen Sees, der Étang du Château de Pontchartrain genannt wird, in die westlich gelegene Gemeinde Le Tremblay-sur-Mauldre. Der Großteil des Gebäudes besteht aus zwei massiven Flügeln, die Mitte des 17. Jahrhunderts im Auftrag des Besitzers Louis I. Phélypeaux, Comte de Pontchartrain, erbaut wurden, der in den Adelsstand und in den Ministerrang des Kanzlers von Frankreich erhoben wurde. Der Lake Pontchartrain in Louisiana wurde nach ihm benannt, ebenso wie das historische Hotel Pontchartrain in New Orleans, das Fort Pontchartrain du Détroit in Michigan (der Standort des heutigen Detroit) und das Hotel Pontchartrain in Detroit. Das Hauptgebäude verfügt über eine Galerie, die zwischen 1598 und 1609 erbaut wurde und die Verbindung zwischen den beiden Flügeln herstellt. Zu den späteren Anbauten gehört ein Pavillon aus dem späten 19. Jahrhundert.

## Standort
Das Schloss liegt unmittelbar südwestlich des besiedelten Gebiets im Norden der Gemeinde, das das eigentliche Dorf bildet, und westlich der D15, der Rue Saint-Anne. Die Nationalstraße N12 verläuft südlich des Geländes, die nächstgelegene Stadt ist Maurepas in südöstlicher Richtung.

## Geschichte
Das Herrenhaus wird um 1325 oder 1330 als Pontem Cartonencem erwähnt. Im 16. Jahrhundert wurde dieses Herrenhaus, das sich an der Stelle des rechten Flügels des Schlosses befunden haben könnte, wahrscheinlich den Bauern überlassen, während an der Stelle des heutigen linken Flügels ein neues Haus gebaut wurde. Im Jahr 1598 wurde das Anwesen von Antoine de Buade de Frontenac erworben, Capitaine des châteaux de Saint-Germain-en-Laye, Saint-James et La Muette.
Antoine de Buade de Frontenac verkaufte Pontchartrain 1609 an Paul Phélypeaux (1569–1621), den Sekretär der Königin Maria de’ Medici. 1613 heiratete Frontenacs Sohn Henri de Buade Anne Phélypeaux, die Tochter von Paul Phélypeauxs Bruder Raymond Phélypeaux. Ihr Sohn Louis de Buade de Frontenac wurde Lieutenant-général der Kolonie Neufrankreich in Nordamerika werden.

### Die Phélypeaux
Paul Phélypeaux war 1610 Berater des Königs und Begründer des Pontchartrain-Zweiges der Familie Phélypeaux, die das Schloss bis 1802 im Rahmen eines kontrollierten Verkaufs während der Französischen Revolution behielt. Sein Sohn Louis I. Phélypeaux ließ zwischen 1633 und 1662 das Hauptgebäude errichten, dessen Zuschreibung zu François Mansart unbegründet ist.
Jean-Baptiste Phélypeaux (1646–1711), Louis’ jüngerer Sohn, Intendant von Paris von 1690 bis 1709, war ein Kunde des Kunsttischlers André-Charles Boulle.
Louis II. Phélypeaux de Pontchartrain, der ältere Bruder von Jean-Baptiste, wurde 1689 Contrôleur général des finances und 1699 Kanzler von Frankreich. Er übernahm den Namen des Anwesens und beauftragte François Romain und André Le Nôtre mit dem Ausbau des Schlosses und 1693 mit der Gestaltung eines prächtigen Parks. Nach dem Tod seiner Frau 1714 legte er alle seine Ämter nieder, zog sich nach Pontchartrain zurück, wo er starb.
Sein einziger Sohn Jérôme Phélypeaux war Secrétaire d’État de la Marine und Secrétaire d’État à la Maison du Roi. Nach dem Tod Ludwigs XIV. nahm er weiterhin am Rat teil, bis er 1715 vom Regenten nach Pontchartrain zu verbannt wurde. 1738 ließ er das Hauptgebäude hinter dem Hof umbauen.
Nach dem Tod von Jérôme Phélypeaux 1747 ging der Besitz auf seinen Sohn Jean Frédéric Phélypeaux, Comte de Maurepas, über. Im Alter von 22 Jahren übernahm Maurepas das Amt des Staatssekretärs, das sein Vater als Vertrauter Ludwigs XV. innegehabt hatte. Er war der Beschützer der mit ihm verwandten Nesle-Schwestern, die nacheinander die Mätressen des Königs wurden.
1749 fiel er wegen eines Spottliedes über Madame de Pompadour in Ungnade und wurde 1774 von Ludwig XVI. zurückgerufen, der ihn zum Ersten Minister ernannte. 1781 starb er im Alter von 80 Jahren kinderlos, und Pontchartrain ging an seine Nichte Adélaide Diane Hortense Délie Mazarini-Mancini (1742–1808), Tochter des Herzogs von Nevers. Sie hatte 1760 den Louis Hercule Timoléon de Cossé , Duc de-Brissac, Kommandant der Garde constitutionelle du Roi geheiratet. Er wurde am 9. September 1792 in Versailles erschlagen. Das Anwesen wurde sofort unter Zwangsverwaltung gestellt, und die Erbin, die entmachtete Herzogin, erhielt nur begrenzte Mittel.

### Destillières und Osmond
Im Jahr 1801 verkaufte die durch die staatliche Zwangsverwaltung aristokratischer Güter entmachtete Herzogin von Brissac Pontchartrain zum erlaubten, reduzierten Wert an den Industriellen und Spekulanten Claude-Xavier Caroillon des Tillières, einen führenden Vertreter des Syndikats der „Schwarzen Bande“ von durch das Direktorium bereicherten Geschäftsleuten, die sich auf den Kauf und die Liquidation der großen aristokratischen Güter spezialisiert hatten. Er ließ die Gärten durch den Landschaftsarchitekten Louis-Martin Berthaultvom französischen Stil in den eines englischen Parks umgestalten. Als Destillières 1814 starb, gingen sein riesiges Vermögen und sein Grundbesitz auf seine Tochter Aimée Caroillon des Tillières über.
1817 heiratete Aimée den Grafen und dann Marquis (1838) Rainulphe d’Osmond, Adjutant des Herzogs von Angoulême, dessen ältere Schwester Adèle d’Osmond, Comtesse de Boigne, in ihren Memoiren von der Bibliothek von Pontchartrain schrieb. Der Maler Jean-Baptiste Isabey, der Aimée d’Osmond das Zeichnen lehrte und mit ihr befreundet war, hatte sein Zimmer im Schloss, von dem er 1815 Innenansichten anfertigte.

### Henckel von Donnersmarck
1857 verkaufte Osmonds Sohn das Anwesen an den Grafen Guido Henckel von Donnersmarck für dessen Mätresse Esther oder Thérèse Lachmann, genannt La Païva, die 1851 den reichen Marques Aranjo de Paiva, einen Cousin des portugiesischen Ministers in Paris, geheiratet hatte. Dieser reiche junge preußische Aristokrat, ein Vetter Bismarcks, ließ das Haus von dem Architekten Pierre Manguin restaurieren. Seine Mätresse ließ es umdekorieren und den Park renovieren, in dem sie Durchblicke schuf und seltene Arten anpflanzte. Die Bauern der Umgebung waren empört, als sie als Mann verkleidet durch den Park galoppierte. Paul Lacroix erzählte, dass es im Schloss zwei große Gemälde gab, die die Jagd und die Ankunft Ludwigs XIV. darstellten und auf denen Madame de Montespan zu sehen war.
Der Marquis de Paiva beging Selbstmord, und seine Witwe heiratete 1871 Henckel von Donnersmarck, der nach Pontchartrain zurückgekehrt war, wo sie die Bediensteten durch deutsches Personal ersetzte. Nach der Besetzung durch die Preußen im Jahr 1870 blieb Pontchartrain unversehrt und gehörte dem Grafen, der nun Gouverneur von Elsass-Lothringen war. Vielleicht der Spionage verdächtigt, verließ La Païva 1877 Frankreich und zog nach Neudeck (heute Świerklaniec) in Schlesien, wo sie sich von Hector Lefuel das Neue Schloss bauen ließ, in dem sie 1884 starb. Die Sammlung des Schlosses wurde am 9. Februar 1884 bei Drouot öffentlich versteigert. 1888 verkaufte der Graf, der in Frankreich nicht willkommen war, das Schloss mit seinem 1.200 Hektar großen Wald.

### Dreyfus
Das Schloss wurde von dem Finanzier, Industriellen und Sammler Auguste Dreyfus (1827–1897) und seiner Frau Luisa Gonzalez de Andia Orbegoso (1847–1924), Marquesa de Villahermosa, gekauft, die Dreyfus 1873 in Lima geheiratet hatte. Der weltgewandte Gabriel Louis Pringué, einer ihrer engen Freunde, weist dieser Enkelin von Luis José de Orbegoso y Moncada, einem der ersten Präsidenten der Republik Peru, eine geheime diplomatische Rolle vor der Abstimmung über das Loi sur les Congrégations (8. Juli 1904) über die Ausweisung der Kongregationen aus Frankreich zu, indem er sagt, sie habe versucht, auf ein Abkommen zwischen den Franzosen und Papst Leo XIII. hinzuwirken. Pringué beschreibt das quasi-royale Leben in Pontchartrain, das an den Hof von Madrid erinnere. Luisa Gonzalez de Andia Orbegoso, Marquesa de Villahermosa, war reich durch Smaragdminen in Peru und Chile und die mit Guano bedeckten Inseln, auf die sie ein Monopol besaß.
Auguste Dreyfus war der einzige Konzessionär des peruanischen Staates für den Betrieb und den Verkauf von Guano gegen den Schuldendienst des Landes. Obwohl er 1862 zum Katholizismus konvertierte, war er eine Zielscheibe französischer Antisemiten, und einem seiner beiden Söhne wurde die französische Staatsbürgerschaft verweigert. Er stand dem Republikaner Jules Grévy nahe, der einer seiner ersten Verteidiger war (er beschäftigte 54 Anwälte in drei Prozessen), und Pierre Waldeck-Rousseau, den er 1890 zu seinem Nachlassverwalter ernannte. Im Hôtel Dreyfus in der Avenue Ruysdael 5 in Paris, in dem seine Witwe bis 1924 lebte, legte er eine bedeutende Kunstsammlung an, die 1896 öffentlich versteigert wurde. Pontchartrain ließ er vom Architekten Émile Boeswillwald umgestalten und vergrößern und stellte den französischen Garten aus dem späten 17. Jahrhundert wieder her.

## 20. Jahrhundert
1932 verkauften die Erben von Drefus das Anwesen an die Rinderzüchter-Familie Lagasse, die 1940 den zentralen Pavillon mit einem Torbogen versehen ließ, der zu einer breiten Treppe führte, die den Hof mit den Gärten verband. Um 1970 wurde die Integrität der Domäne durch ein Projekt zur Umleitung des Verkehrs von der RN 12, die täglich 20.000 Fahrzeuge durch das Dorf führte, und durch ein Entwicklungsprojekt zum Bau von 1.000 Wohneinheiten in der Ebene und im Park bedroht. Das Schloss befindet sich seit 2019 im Besitz eines Immobilienunternehmens.

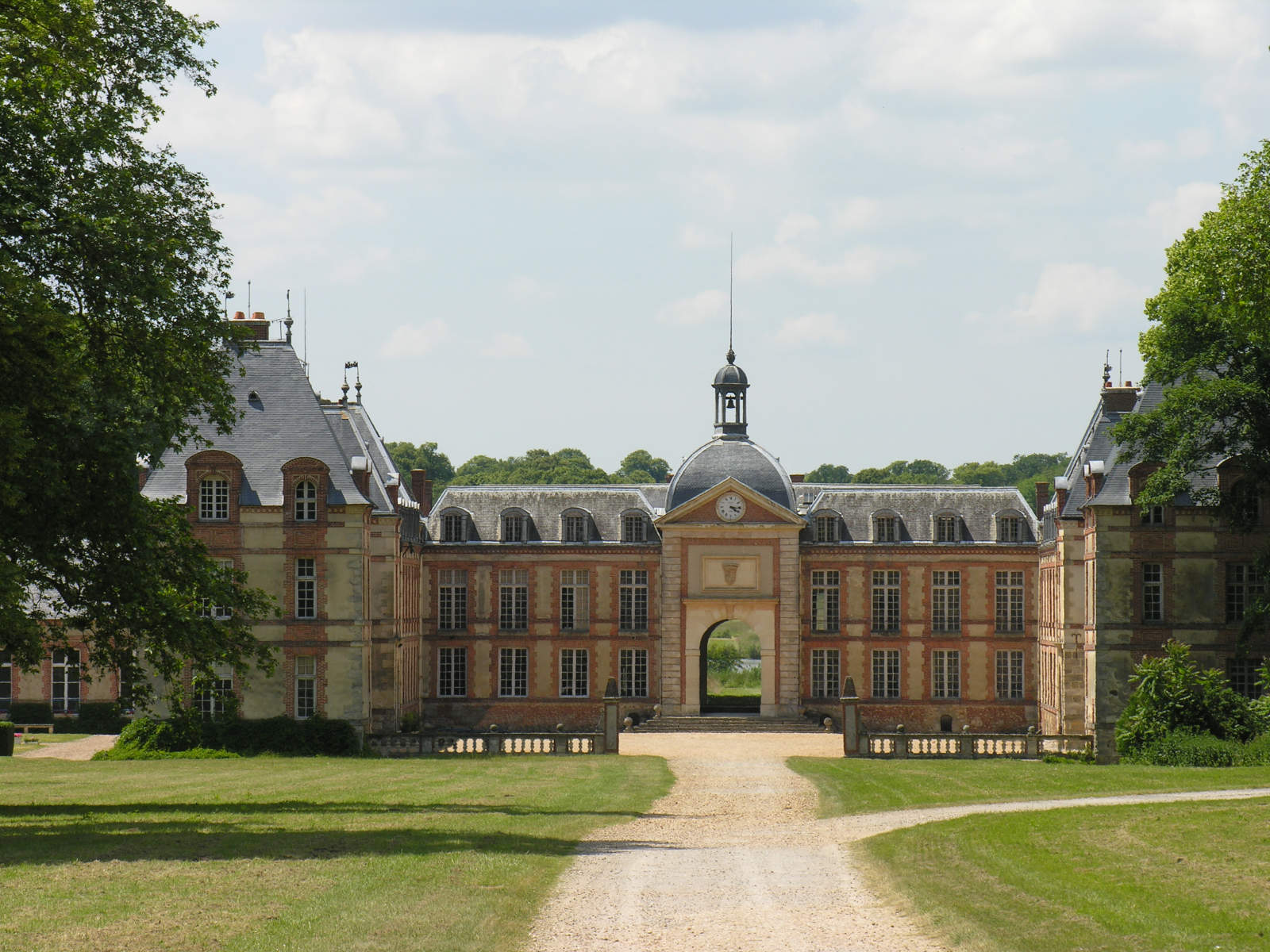
Haupteingang

## Architektur
Die beiden großen Flügel des Schlosses wurden um die Mitte des 17. Jahrhunderts nach dem traditionellen französischen U-förmigen Grundriss errichtet, mit einem zentralen Gebäude hinter dem von zwei Flügeln umschlossenen Hof, der von einem Wassergraben umgeben war. Zum Hauptgebäude gehört eine Galerie, die wahrscheinlich zwischen 1598 und 1609 erbaut wurde und die Verbindung zwischen den beiden Flügeln herstellt. Diese ungewöhnliche Anordnung, bei der der Mittelbau als Bindeglied dient, erinnert an das Schloss Écouen und ist wahrscheinlich das Ergebnis aufeinander folgender Bauphasen. Dieser Mittelteil wurde 1738 umgebaut und Ende des 19. Jahrhunderts von Boeswillwald umgestaltet, der die Tiefe der Gartenseite verdoppelt hat. Der axiale Pavillon wurde 1940 durch einen gewölbten Durchgang durchbrochen, der etwas anachronistisch wirkt.
Die Flügel bestehen aus drei Pavillons, die durch einen langgestreckten Körper verbunden sind. Sie sind aus Ziegeln und Stein gebaut, wobei der Ziegel als Material verwendet wurde, wie man es auch im Schloss Grosbois und im Schloss Les Mesnuls findet. Es ist möglich, dass sich die Hauptwohnungen im linken Flügel und die Dienstboten oder die Gemeinschaftsräume im rechten Flügel befanden. Vor dem zentralen Pavillon des rechten Flügels überspannte eine Brücke die Lücke, um den Zugang zum Hinterhof zu ermöglichen. Die Ställe und wichtige Nebengebäude wurden zu Beginn des 18. Jahrhunderts gebaut, wahrscheinlich von François Romain. Die Kapelle befand sich im linken Flügel und war über eine Galerie im Erdgeschoss in der Flucht des Hauptgebäudes zugänglich. Im Jahr 1703 wurde sie durch einen achteckigen Raum ersetzt, wahrscheinlich von Romain;laut Pringu´ße benutzten die Dreyfus eine andere Kapelle. Die Galerie, die zur Kapelle führt, stammt aus dem Jahr 1653. Diese Galerie-Salon-Anordnung wurde von Boeswillwald im rechten Flügel symmetrisch wiederholt. Das Gebäude und seine Nebengebäude wurden mit Beschluss vom 14. Dezember 1979 in das Inventar der historischen Denkmäler aufgenommen.